# Спрингвил (Алабама)
Спрингвил (енгл. Springville) град је у америчкој савезној држави Алабама. По попису становништва из 2010. у њему је живело 4.080 становника.

## Демографија
Према попису становништва из 2010. у граду је живело 4.080 становника, што је 1.559 (61,8%) становника више него 2000. године.
| Група             | 2000.         | 2010.         |
| Белци             | 2.278 (90,4%) | 3.796 (93,0%) |
| Афроамериканци    | 195 (7,7%)    | 192 (4,7%)    |
| Азијати           | 7 (0,3%)      | 17 (0,4%)     |
| Хиспаноамериканци | 6 (0,2%)      | 27 (0,7%)     |
| Укупно            | 2.521         | 4.080         |